# Železniška postaja Murska Sobota
Železniška postaja Murska Sobota je ena izmed železniških postaj v Sloveniji, ki oskrbuje bližnje naselje Murska Sobota.